# Schnabelfische

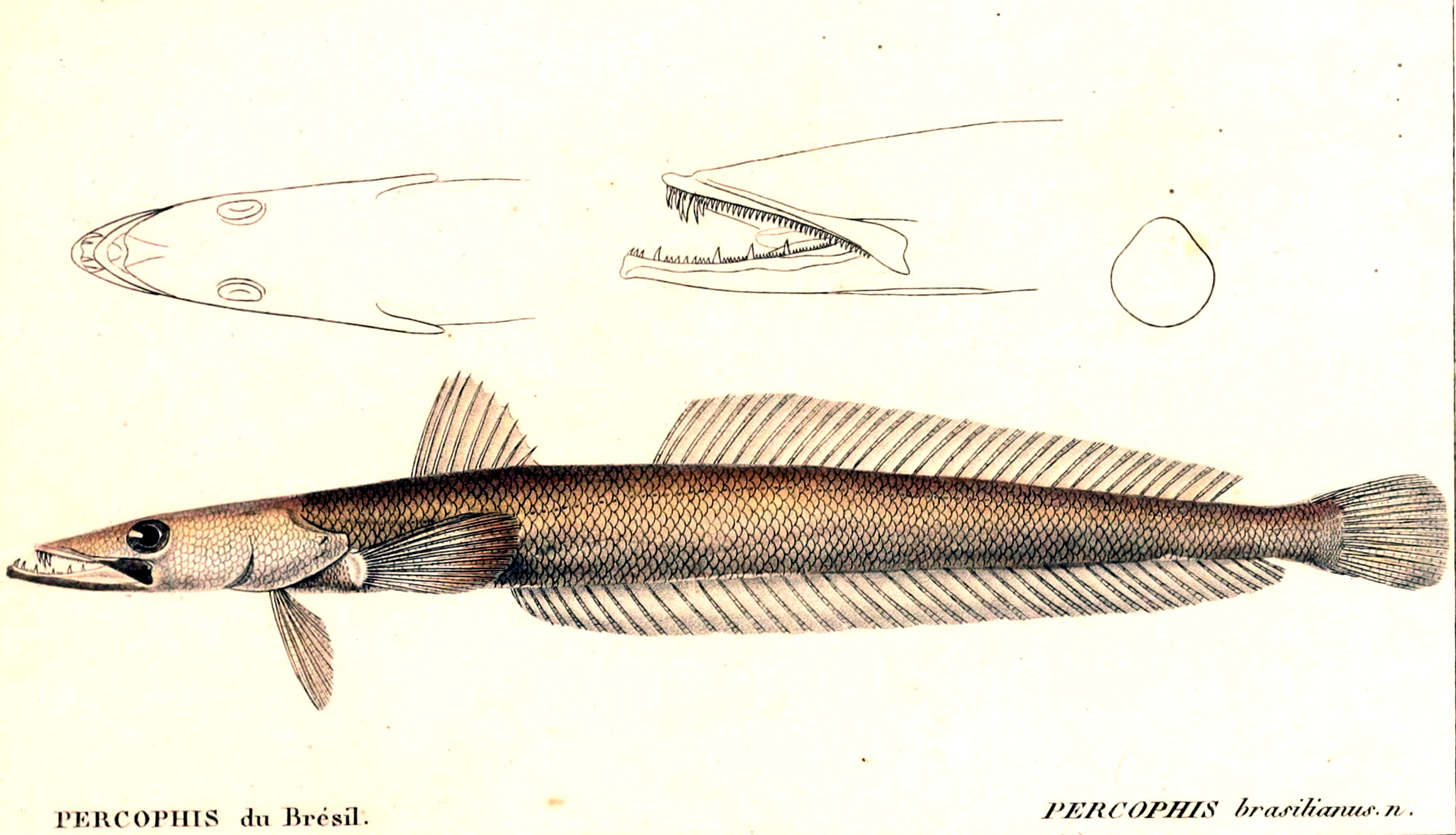
Percophis brasiliensis

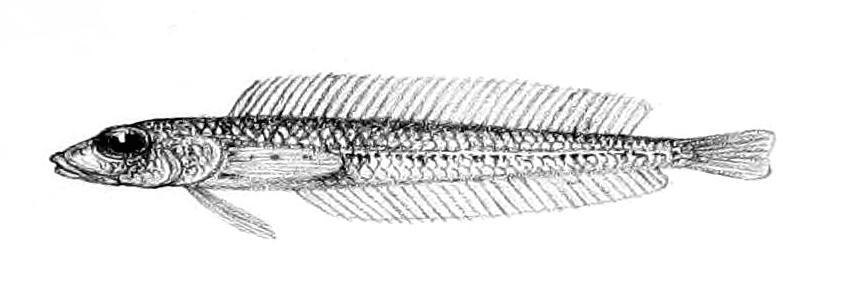
Hemerocoetes pauciradiatus

Die Schnabelfische (Percophidae im traditionellen Sinn) (Griechisch, perke = Barsch, ophis = Schlange; Syn.: Bembropsidae) leben im Atlantik, im Indischen Ozean, im westlichen und südöstlichen Pazifik. Die Fische leben auf dem Meeresboden, am Kontinentalschelf in Tiefen von 100 bis 400 Metern. Bei den Schnabelfischen handelt es sich nicht um eine natürliche Verwandtschaftsgruppe.

## Merkmale
Die meisten Arten sind großäugig, ihr Kopf ist flach, der Körper langgestreckt und spindelförmig. Die Augen stehen nah beieinander an der Kopfoberseite und berühren sich fast, der Unterkiefer steht vor. Sie haben getrennte hartstrahlige und weichstrahlige Rückenflossen; bei einigen Arten fehlt die hartstrahlige Rückenflosse. Die Bauchflossen sind kehlständig.
Schnabelfische werden drei bis 25 Zentimeter lang.

## Systematik
Es gibt fast 50 Arten, die elf Gattungen und drei Unterfamilien zugeordnet werden.
- Unterfamilie Percophinae (1 Art)
- Unterfamilie Bembropinae (2 Gattungen, 23 Arten)
- Unterfamilie Hemerocoetinae (8 Gattungen, 24 Arten)

Die Bembropinae wurden in der aktuellen Revision der Knochenfischsystematik durch Betancur-R. und Kollegen in den Rang einer eigenständigen Familie innerhalb der Barschartigen (Perciformes) erhoben. Odani und Mitarbeiter gaben dagegen drei Autapomorphien für eine Verwandtschaft der Bembropinae mit den Percophinae an, konnten aber für die Monophylie der Percophidae (d. h. die Einbeziehung der Hemerocoetinae) keine Autapomorphien nennen.
Im Jahr 2015 wurden die Hemerocoetinae ebenfalls in den Familienrang erhoben (Ordnung Pempheriformes), nachdem die Verwandtschaft von Percophis brasiliensis mit den Antarktisfischen (Notothenioidei) erkannt worden war und ersterer somit wie die Bembropidae den Barschartigen zugeordnet wurde. Damit ist Percophis brasiliensis nunmehr die einzige Art der Familie Percophidae.